# Convento de Santa Cruz (Córdoba)
El convento de Santa Cruz es un convento del centro histórico de Córdoba, situado en el popular barrio de San Pedro. Fue fundado hacia el siglo XV por Pedro de los Ríos, señor de Fernán Núñez, y su esposa, Teresa Zurita.
El edificio ha estado siempre muy ligado a la familia de los Ríos, los cuales fueron añadiendo nuevos espacios al proyecto original, dando como resultado un interesante edificio compuesto por diferentes casas organizadas en torno a patios y distribuidas en una compleja trama urbana interna que ha permanecido cerrada a la ciudad durante siglos. Destacan, por su originalidad y por su configuración arquitectónica y artística, algunos espacios como el claustro principal, la iglesia, el palacio-conventual o casa de las novicias del siglo XVIII, la casa barroca del siglo XVIII, el patio del torno, la casa mudéjar o la casa del patio de Triana.
En el inmueble, fruto de las continuas intervenciones, se integran y se pueden contemplar, pese al estado de deterioro que presentan algunas de sus partes, elementos arquitectónicos de estilo romano, musulmán, mudéjar y barroco, testigos del desarrollo histórico y artístico de toda la ciudad de Córdoba. Artísticamente, el conjunto conventual se completa con un programa decorativo de gran valor entre los que cabe destacar el elenco de retablos que decoran el interior de su iglesia, la azulejería, muy presente en sus patios, y el interesante conjunto de bienes muebles compuesto fundamentalmente por obras pictóricas.

## Historia
Pedro de los Ríos, señor de Fernán Nuñez y Veinticuatro de Córdoba decía en su testamento haber tratado con su mujer, la fundación de un convento. Tras la muerte del caballero la viuda llevó a cabo los deseos de su esposo fundando, en 1464, el convento de Santa Cruz en la capital cordobesa. El nuevo convento, conformado por religiosas de Santa Clara de la orden de San Francisco, fue inaugurado bajo la dirección de fray Francisco de Miranda, siendo ocupado inicialmente con religiosas del monasterio cordobés de Santa Clara, quienes, tras el cierre definitivo del edificio en el año 1868, se incorporaron a la comunidad de Santa Cruz.

## Descripción
El convento de Santa Cruz de Córdoba se compone de un conjunto de construcciones que dan como resultado una planta irregular, en la que tiene una fuerte impronta el edificio principal, estructurado en torno al claustro principal, y la iglesia, así como un amplio espacio dedicado a huerto.
El acceso al conjunto se realiza desde la calle Agustín Moreno, donde se sitúa una portada de reducidas dimensiones y composición clasicista, fechada hacia la segunda mitad del siglo XVII, consistente en un vano central de medio punto enmarcado con columnas de fuste estriado elevadas sobre pedestales, rematado por un frontón triangular en cuyo centro se inscribe un escudo y, en las enjutas, los escudos franciscanos de las cinco llagas. Desde aquí se accede a un primer patio o compás, de planta irregular, en el que se integra el pórtico de acceso a la iglesia, formado por una galería de arcos de medio punto sobre columnas pétreas y capiteles decorados con escudos. En este pórtico se abre otra puerta de gran sencillez, con un cancel, que permite el acceso a la iglesia desde uno de los lados de la nave.

### Iglesia
La iglesia, respondiendo al modelo tradicional de iglesias conventuales, presenta planta rectangular con una sola nave con cabecera plana y coro a los pies. La nave se divide en tres tramos cubiertos, cada uno de ellos, por bóvedas de crucería apeadas sobre ménsulas, obra del siglo XVII que, probablemente, ocultan una antigua cubierta de madera. En el interior se conserva un interesante zócalo de azulejos con motivos vegetales azules y blancos del siglo XVIII, que recorre el perímetro del templo. Así mismo, cabe destacar la solería, del siglo XVII, formada por piezas vidriadas con temas vegetales y geométricos de colores verdes, blancos y amarillos.
La capilla mayor, con bóveda de arista y un florón central, está separada del resto de la nave mediante un arco toral levemente rebajado con decoración geométrica de yeso. La cabecera, plana, alberga el retablo mayor, construido en dos fases: la parte inferior fechada hacia 1755 de autoría anónima; y la parte superior, de 1781 es obra de Alonso Gómez de Sandoval. El retablo se compone de banco, un solo cuerpo con tres calles separadas por estípites que originan hornacinas para albergar imágenes, y un ático. Dedicado a la glorificación de la Santa Cruz, el retablo está presidido por una talla actual del Resucitado. A ambos lados se ubican las imágenes de San Antonio y San Buenaventura, Santo Domingo y San Francisco, Santa Clara y Santa Elena, así como los escudos de los Marqueses de las Escalonias. Se remata, en el ático, con una Inmaculada del siglo XVIII. 
A los pies de la nave se sitúan dos coros, alto y bajo, ambos de planta cuadrada y testero plano. El coro bajo está cubierto por un alfarje de casetones, con tirantes y canes, con los símbolos de los evangelistas tallados en los ángulos. El coro alto presenta igualmente una techumbre plana de madera con tirantes y canes, donde se tallan escudos.
En el muro izquierdo, se ubica un retablo de estípites presidido por la imagen de San Francisco, sobre la cual, en una peana, se encuentra un busto de Santo Domingo. En el ático se inserta el escudo franciscano. Frente a este retablo, en el lado derecho de la nave, se ubica un retablo de composición similar, fechado hacia 1730, que alberga la imagen de un Niño Jesús vestido, de tradición montañesina, sobre una peana con un busto del Padre Eterno, y ático adornado por un relieve alegórico.
Frente a la puerta de acceso, en el lado derecho de la nave, se encuentra el retablo más interesante de toda la iglesia, el conocido como retablo de Belén, compuesto por once cobres flamencos, dispuestos en torno a una caja central, decorada con motivos vegetales pintados y espejos, en la que se sitúa una magnífica talla de la Virgen de Belén, obra anónima del siglo XVIII, relacionada con el círculo del escultor Benito de Hita y Castillo. Los cobres representan, siguiendo los modelos de Rubens, imágenes de la vida de Cristo: la Adoración de los pastores, Epifanía, Presentación en el Templo, Bautismo, Multiplicación de panes y peces, Bodas de Caná, Camino del Calvario y Cena en casa de Lázaro, en el primer cuerpo, y la Crucifixión, el Descendimiento y el Santo Entierro, en el ático. Culminando el retablo, un lienzo de mayores dimensiones representa a Cristo orante ante el Padre Eterno.
Un último retablo, situado en el lado derecho de la iglesia, de madera pintada con hornacinas flanqueadas por dobles columnas, alberga una imagen de la Virgen del Mayor Dolor, obra de José de los Ríos Serrano del año 1837.
Esta serie de retablos, junto con un importante número de lienzos e imágenes, reseñadas en el punto seis de este anexo, completan el interesante programa decorativo de la iglesia del convento de Santa Cruz.

### Capilla del Sacramento
Paralela a la iglesia, en el lado derecho, comunicada por un torno eucarístico y con acceso desde el claustro principal del convento, se encuentra la capilla del Sacramento, una pequeña sala de planta rectangular, cubierta por un alfarje de tablazón con aspas de mala calidad, desde donde las monjas pueden comulgar sin necesidad de salir de la clausura. En el frontal, se ubica un retablo del siglo XVII dedicado a Jesús Nazareno, cuya representación ocupa la hornacina central, rodeado por las de la Virgen del Refugio, San José con el Niño y cuatro ángeles. El programa decorativo del retablo se completa con una serie de pinturas en las que se representan un Ecce Homo, una Piedad, Cristo crucificado con los dos ladrones, el Camino del Calvario, la Oración en el Huerto y la Sagrada Cena. En la misma capilla, en el muro del Evangelio, se encuentra el retablo de Cristo Resucitado fechado entre 1750-1845. Frente a éste, en el lado de la Epístola, se conserva otro retablo conocido como retablo de la Dolorosa, en el que se insertan las imágenes de la Virgen Dolorosa y la Inmaculada, del siglo XVII.

### Casas de Triana y Mudéjar
Al convento se accede por una portada que presenta un arco conopial enmarcado por un alfiz, que da acceso en recodo, siguiendo la tradición mudéjar, a un patio con dos pisos, el superior con galería abierta. En el centro del patio se conserva un pozo de planta poligonal con azulejos de motivos vegetales.
Avanzando hacia el oeste se adosa una nueva vivienda conocida como la casa del «patio de Triana», compuesto por dos pisos, con galería corrida en dos de sus frentes y volada por un forjado de vigas de madera que apoya sobre pies de fundición. En el centro del patio encontramos un pozo central poligonal con azulejos.
Avanzando hacia el sur, el patio del torno, de planta irregular, presenta en su frontal un soportal con pilares de ladrillo apoyados sobre pedestales de caliza, detrás del cual se encuentra el patio de los purificadores, con galerías porticadas en dos de sus lados, abiertas por arcos de medio punto peraltados de ladrillo y soportados por columnas con capiteles visigodos y árabes. En torno a este, se levanta una de las edificaciones más interesantes del conjunto, la casa mudéjar, un claro ejemplo de la arquitectura doméstica de esa época. Cabe destacar la techumbre, consistente en un forjado de vigas con restos de alfarjes totalmente decorados con motivos pintados de tracería del gótico final.

### Claustro
El claustro y el núcleo principal del convento presentan planta cuadrada con galerías en sus cuatro lados, distribuidos en dos pisos, el primero abierto a través de cuatro arcos de medio punto sobre columnas, algunas de las cuales presentan elementos reutilizados de época romana y mudéjar. Alrededor de este se distribuyen las dependencias conventuales: la galería norte está presidida por la iglesia, la escalera principal y la capilla del Sacramento; la galería este, con fachada hacia el huerto, se completa por una sala de labor en la primera planta, y un dormitorio comunal en la segunda; en la galería sur, se ubica el refectorio, de planta rectangular, desde donde se accede a una capilla barroca dedicada a Nuestra Señora de Belén. Anexo a este cuerpo se disponen la cocina, la bodega y otras dependencias de servicio; la galería oeste sirve de nexo con las demás casas incorporadas al conjunto. Los techos de las galerías se cubren por interesantes alfarjes pintados del siglo XV. En el centro del claustro se conserva una fuente poligonal de mármol rojo de Cabra.

### Capilla de Belén
La capilla de Nuestra Señora de Belén, de pequeñas dimensiones, se resuelve por una sola nave con crucero y sacristía, cubierta por bóveda de arista decorada con pinturas y yeserías, y un zócalo de mármol que recorre el perímetro de la nave. En el frontal se ubica el retablo, estructurado en tres calles sobre banco y ático, en el que se inserta un conjunto de pinturas del siglo XVIII en el que se representan a San Pedro, Santa Susana, María Magdalena y la Adoración de los Pastores, en la calle izquierda; un monje, una samaritana, San Isidro y la Negación de San Pedro, en la calle derecha; San José, en el banco; y la imagen de Jesucristo presidiendo el ático, rodeado por las representaciones de San Francisco y San Antonio.

### Campanario
El mirador de la torre campanario presenta planta cuadrada con siete ventanas y una armadura de madera con tres faldones con cuadrales en las esquinas. Sobre el mirador se levanta la espadaña, con una sola campana.

### Casa de novicias

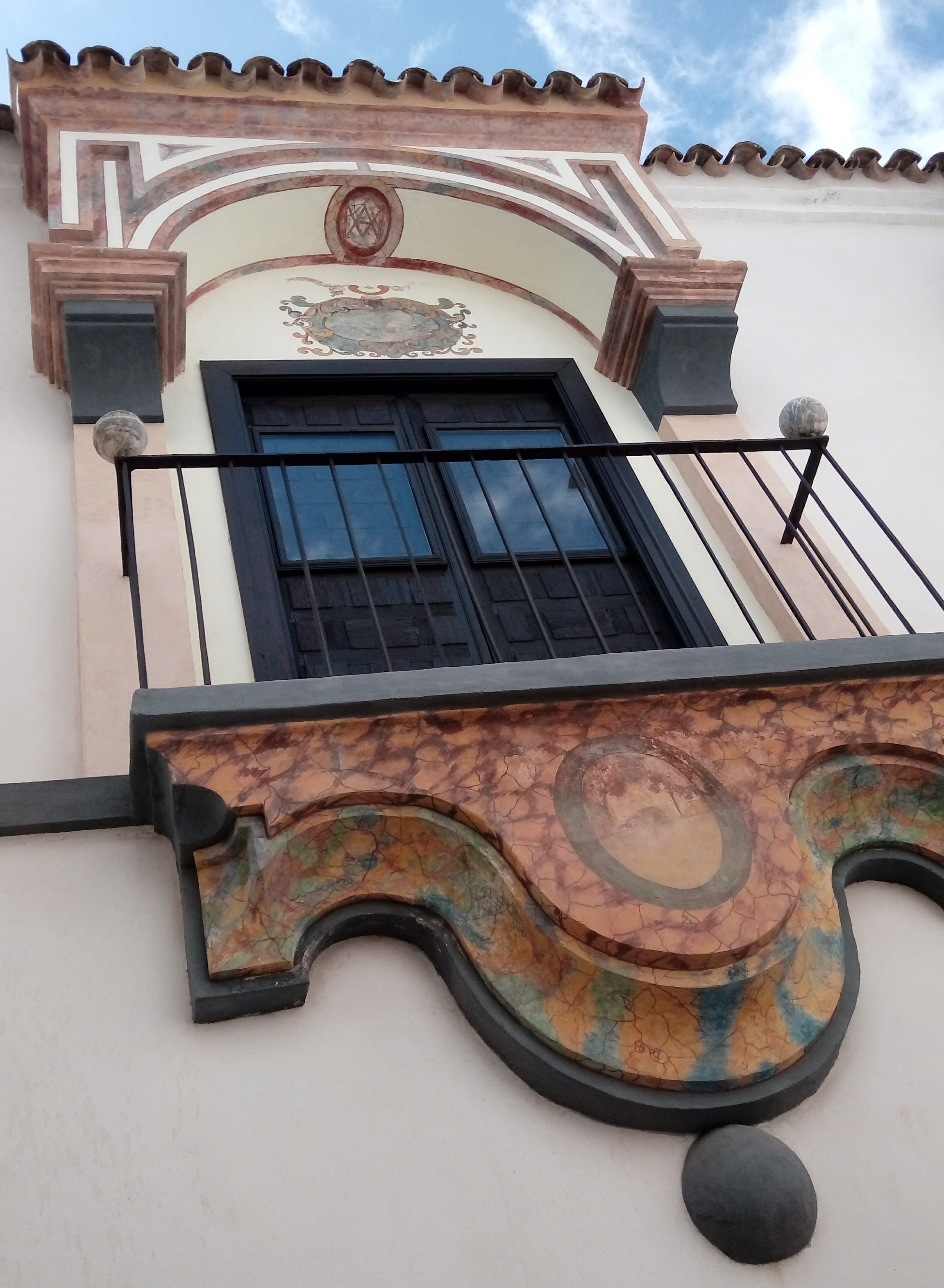
Palacete Barroco del Convento de Santa Cruz - Marqueses de las Escalonias. (Casa de novicias)

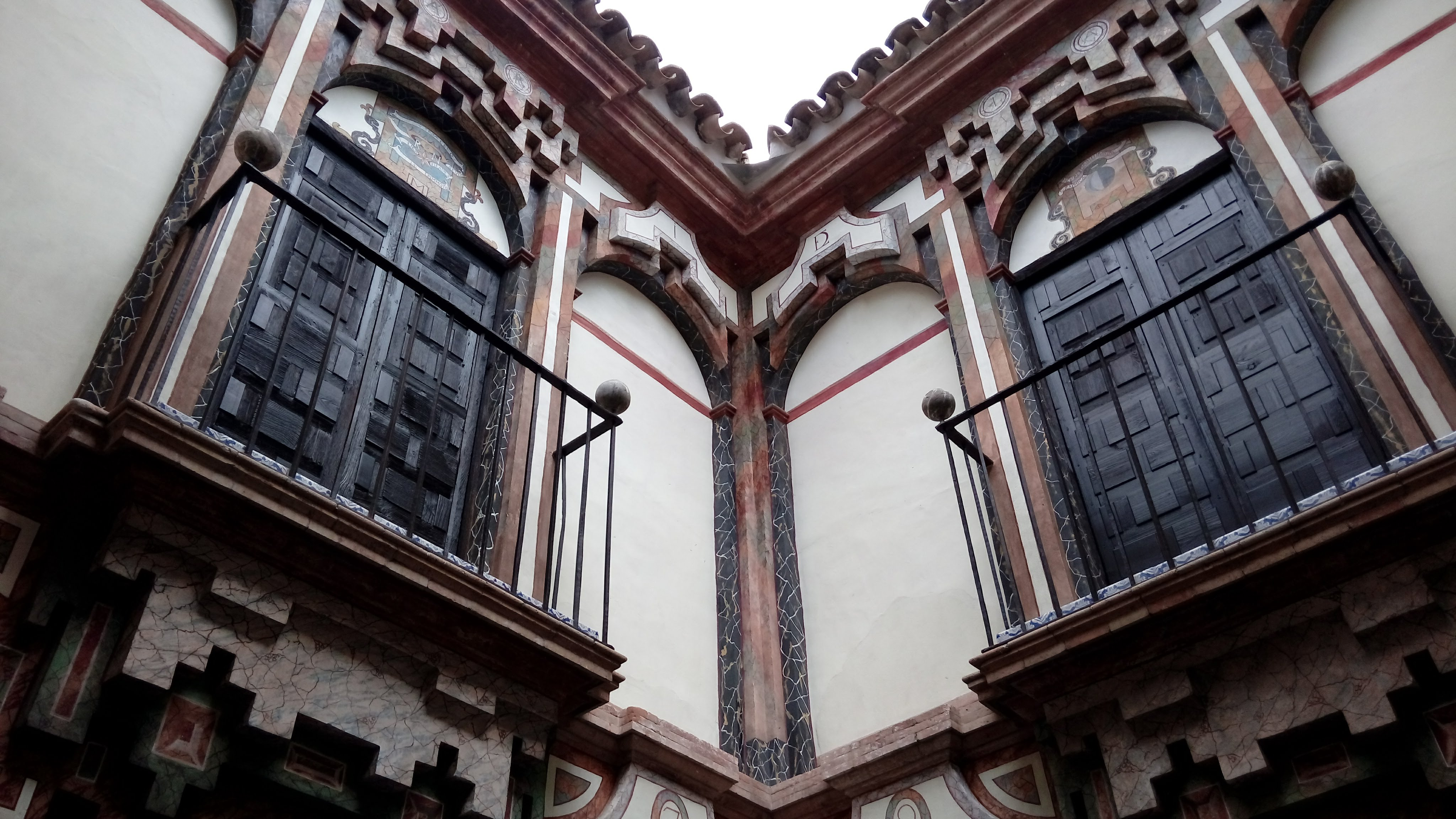
Palacete Barroco del Convento de Santa Cruz - Marqueses de las Escalonias. (Casa de novicias)

Además de los inmuebles descritos forman parte del conjunto conventual otras casas, como las denominadas «casa de novicias», «casa barroca» y otras dos de carácter secundario.
La casa de novicias es obra del siglo XVIII, de estilo barroco. Fue construida como lugar de retiro, hacia 1726, para doña Petronila y doña María José Gutiérrez de los Ríos, hijas de los Marqueses de las Escalonias y patronos del convento. Consta de dos plantas levantadas en torno a un patio y torre mirador, en el que destaca el interesante programa decorativo a base de placas de tres relieves, que aún conservan parte de la policromía original. La subida a la segunda planta se hace por una escalera que presenta un doble arco de medio punto que arranca de ménsulas de placa y de un estípite central que, pese a ser un elemento característico de los retablos, en este caso particular hace las veces de parteluz.
La casa barroca, fechada también en el siglo XVIII, presenta dos plantas y una fachada abierta hacia el huerto a través de balcones y ventanas. Esta casa conserva una interesante decoración mural en la fachada exterior de la segunda planta. Con colores blanco, ocre, verde y granate se representan pilas, escudos y enmarques de ventanas, a modo de auténticos trampantojos propios del estilo barroco. Este programa decorativo se ha convertido en uno de los pocos ejemplos de pintura aplicada a la arquitectura que se conserva en la ciudad de Córdoba.
Las otras dos casas existentes presentan la misma composición vista en las demás: galerías en torno a un patio central, aunque se encuentran en un lamentable estado de conservación. En una de ellas se conserva un pozo central de caña circular con azulejos.